# Pavona decussata
Pavona decussata is een rifkoralensoort uit de familie van de Agariciidae. De wetenschappelijke naam van de soort is voor het eerst geldig gepubliceerd in 1846 door Dana.